# Óscar Collazos
Óscar Collazos est un écrivain, journaliste et critique littéraire colombien né en 1942 à Bahía Solano et mort le 16 mai 2015 à Bogota à l'âge de 73 ans.

## Œuvre

### Romans
- Crónica de tiempo muerto (1975)
- Los días de la paciencia (1976)
- Memoria compartida (1978)
- Todo o nada (1979)
- Jóvenes, pobres amantes (1983)
- Tal como el fuego fatuo (1986)
- Fugas (1988)
- Las trampas del exilio (1992)
- Adiós a la virgen (1994)
- La baleine échouée, Éditions Métailié, 2000 ((es) La ballena varada, Santillana USA Pub Co Inc, 1994  (ISBN 978-9582401603)), trad. Anne-Marie Métailié  (ISBN 2-02-041353-1)
- Morir con papá (1997)
- La modelo asesinada (1999)
- El exilio y la culpa (2002)
- Batallas en el monte de Venus (2004)
- Rencor (2006)
- Señor Sombra (2009)
- En la laguna mas profunda (2011)

### Livres de contes
- El verano también moja las espaldas (1966)
- Son de máquina (1967)
- Esta mañana del mundo (1969)
- A golpes (1974)
- Adiós Europa, adiós (2000)